# Заклиння (Волошовське сільське поселення)
Заклиння (рос. Заклинье) — присілок у Лузькому районі Ленінградської області Російської Федерації.
Населення становить 11 осіб. Належить до муніципального утворення Волошовське сільське поселення.

## Історія
Згідно із законом від 28 вересня 2004 року № 65-оз належить до муніципального утворення Волошовське сільське поселення.

## Населення
| 1940 | 1958 | 1997 | 2007 | 2010 |
| ---- | ---- | ---- | ---- | ---- |
| 175  | ↘84  | ↘7   | ↘4   | ↗11  |